# Camur willii
Camur willii är en tvåvingeart som beskrevs av Mcalpine och Roger de Keyzer 1994. Camur willii ingår i släktet Camur och familjen Teratomyzidae. Inga underarter finns listade.